# Micralictoides mojavensis
Micralictoides mojavensis là một loài Hymenoptera trong họ Halictidae. Loài này được Bohart mô tả khoa học năm 1942.